# Зиядиды
Зиядиды (араб. الزياديون‎), или Бану Зияд (араб. بنو زياد‎) — династия правителей (эмиров) Йемена в 818—1018 годах, формально признававших власть аббасидских халифов. Это была первая династия, правившая в Йемене со времени принятия ислама.

## Происхождение династии
Основатель династии — Мухаммед ибн Зияд (правил в 818—859 годах) — принадлежал к боковой ветви династии Омейядов. Он был потомком Зияда ибн Аби-Суфьяна, младшего брата первого омейядского халифа Муавии I.

## Приход к власти
В 814 году Мухаммед ибн Зияд был арестован и доставлен к аббасидскому халифу Абдаллаху аль-Мамуну (813—817) из-за своего омейядского происхождения, но в конце концов ему сохранили жизнь. Он находился под наблюдением и вскоре стал протеже визиря аль-Фазля ибн Сахля. Три года спустя в Багдад прибыло письмо от правителя Йемена, в котором тот жаловался на нападения племен ашаритов и аккитов. Аль-Фазль рекомендовал халифу отправить способного Мухаммеда ибн Зияда в Тихаму, чтобы подавить мятеж племён. Ситуация была особенно критичной, поскольку Алиды под предводительством Ибрагима аль-Джаззара в это время угрожали вывести Йемен из-под контроля Аббасидов. Мухаммед был заклятым врагом Алидов, что сделало его подходящим кандидатом для выполнения этой задачи. Совершив хадж, Мухаммед двинулся на юг, в Йемен, с армией хорасанских солдат и прибыл туда в 818 году. Он участвовал в многочисленных сражениях с племенами и в следующем году получил контроль над низменностью Тихама.

## Географическое распространение
После своих побед Мухаммед был назначен аль-Мамуном эмиром Йемена с задачей ограничить влияние алидских шиитов. Мухаммед основал в качестве своей столицы новый город Забид, построенный в форме круга и расположенный на полпути между морем и горами. Он смог расширить своё влияние на Хадрамаут и некоторые районы высокогорного Йемена, всё время признавая господство Аббасидов. Историк Умара перечисляет его владения, включая в них Хадрамаут, Дияр-Кинда, Шихр, Мирбат в Омане, Абьян, Лахидж, Аден и морские провинции на севере, вплоть до Хали, а также Джанад, Михлаф-аль-Маафир, Михлаф-Джафар, Сана, Саада, Наджран и Байхан в высокогорье. Однако источники несколько неясны, поскольку историк аль-Хамдани утверждает, что другая семья, Бану Шура, обладала верховной властью в Тихаме в течение части девятого века и была основана в Забиде. Из других источников следует, что Сана фактически продолжала управляться аббасидскими наместниками вплоть до 847 года.

## Экономическое развитие
Мало что известно об экономической структуре эмирата Зиядидов, но историк Умара пишет, что династия поддерживалась процветающей международной торговлей. Правитель получал пошлины с кораблей, идущих из Индии. С востока шли предметы роскоши, такие как мускус, камфора, амбра, сандаловое дерево и фарфор. Из Африки через архипелаг Дахлак прибывали эфиопские и нубийские рабы. Умара также упоминает налоги на сбор амбры в Баб-эль-Мандебе и на южном побережье, а также на ловлю жемчуга. В 976 году доходы эмирата составляли миллион золотых динаров.

## Независимое правление
Тем временем влияние Аббасидов в Аравии пришло в упадок. После насильственной смерти халифа Ахмада аль-Мустаина (862—866) второй правитель Зиядидов, Ибрагим ибн Мухаммед, оставил налоговые поступления себе, став фактически независимым правителем. Тем не менее он продолжал читать хутбу от имени Аббасидов. Поскольку власть Зиядидов, как правило, была сосредоточена в низинах, а губернаторы Аббасидов в горах не имели поддержки из Багдада, там пришли к власти другие династии. Яфуриды основали независимое государство в Сане в 847 году и вынудили правителя Зиядидов смириться с их правлением в обмен на упоминание его на монетах и в пятничной молитве. Имам шиитской секты зайдитов Аль-Хади иля-ль-Хакк Яхья в 897 году основал независимый имамат Рассидов в северном нагорье, просуществовавший до 1962 года. Кроме того, в конце IX — начале X веков наблюдалось сильное волнение со стороны исмаилитских деятелей, бывших сторонниками фатимидских халифов Египта). Сам Забид был в 904 году разграблен карматами под предводительством Али ибн аль-Фазля. Во время длительного правления Абу-ль-Джайша Исхака (911—981) государство Зиядидов пережило временный расцвет. Однако, когда Абу-ль-Джайш состарился, внешние регионы начали отпадать от Зиядидов; к концу правления под его контролем оставалась лишь территория между Аденом и аш-Шарджей.

## Падение династии
Эмиры потеряли реальную власть после 981 года, а реальная власть принадлежала мамлюкам, что в конечном итоге привело к политическим беспорядкам. Яфуриды напали в 990 году и сожгли Забид. Однако мамлюку Хусейну ибн Саламе удалось спасти государство от полного краха. Победив горные племена, он восстановил эмират Зиядидов в его прежних пределах. Хусейна помнили как справедливого и мужественного регента, который рыл колодцы и каналы, прокладывал дороги через страну. Он правил до своей мирной кончины в 1011 году. После смерти Хусейна его раб, евнух Марджан, стал визирем. Он, в свою очередь, вырастил и воспитал двух эфиопских рабов — Нафиса и Наджаха, которые получили высокие посты в государстве. Согласно Камалю Сулейману Салиби, последний Зиядид был убит в 1018 году и заменён Нафисом. Нафис принял титул эмира, но ему немедленно бросил вызов Наджах, который победил Нафиса и Марджана и провозгалсил себя эмиром, основав новую династию Наджахидов в 1021 году.

## Список правителей
Зиядитские эмиры Забида:
| Годы правления | Годы правления | Имя                                        | Примечание                                        |
| начало         | конец          | Имя                                        | Примечание                                        |
| -------------- | -------------- | ------------------------------------------ | ------------------------------------------------- |
| 818            | 859            | Мухаммед ибн Зияд                          | сын Зияда ибн Ибрагима                            |
| 859            | 896            | Ибрагим ибн Мухаммед                       | сын Мухаммеда ибн Зияда                           |
| 896            | 902            | Зияд ибн Ибрагим                           | сын Ибрагима ибн Мухаммеда                        |
| 902            | 911            | … ибн Зияд                                 | сын Зияда ибн Ибрагима                            |
| 911            | 981            | Абу’ль-Джайш Исхак I ибн Зияд              | сын Зияда ибн Ибрагима                            |
| 981            | 1011           | Абдаллах (или Зияд, или Ибрагим) ибн Исхак | сын Исхака I ибн Ибрагима                         |
| 1011           | 1018           | Ибрагим (или Абдаллах)                     | сын предыдущего эмира                             |
| 1018           | 1021           | Нафис I                                    | не из династии; эфиоп, бывший раб визиря Марджана |
| с 1021         | с 1021         | Династия Наджахидов                        | Династия Наджахидов                               |

Визири (фактические правители):
| Годы правления | Годы правления | Имя                           | Примечание |
| начало         | конец          | Имя                           | Примечание |
| -------------- | -------------- | ----------------------------- | --- |
| 981            | 983            | Рушд аль-Хабаши               | эфиоп, евнух, бывший раб эмира Исхака ибн Зияда                                                                  |
| 983            | 1011           | аль-Хусейн ибн Салама ан-Нуби | нубиец, мамлюк, бывший раб ыизиря Рушда аль-Хабаши                                                               |
| 1011           | 1021           | Марджан                       | евнух, бывший раб визиря аль-Хусейна                                                                             |
| 1016           | 1018           | Нафис                         | эфиоп, бывший раб визиря Марджана; соправитель (управлял южными провинциями), в 1018 провозглашён эмиром         |
| 1016           | 1021           | Наджах                        | эфиоп, бывший раб визиря Марджана; соправитель (управлял северными провинциями), в 1021 провозгласил себя эмиром |

## Генеалогия
- Абу-Суфьян ибн Харб; отец халифа Муавии I.
  - Зияд ибн Аби-Суфьян (622, † 673); губернатор Басры (665—673) и Куфы (670—673).
    - Убейдаллах ибн Зияд († 684); губернатор Басры (675—684) и Куфы (680—684).
      - Ибрагим ибн Убейдаллах.
        - Мухаммед ибн Ибрагим.
          - Ибрагим ибн Мухаммед.
            - Зияд ибн Ибрагим.
              - Мухаммед ибн Зияд († 859); эмир Забида (818—859).
                - Ибрагим ибн Мухаммед († 896); эмир Забида (859—896).
                  - Зияд ибн Ибрагим († 902); эмир Забида (896—902).
                    - … ибн Зияд († 911); эмир Забида (902)—911).
                    - Абу’ль-Джайш Исхак ибн Зияд († 981); эмир Забида (911—981).
                      - Хинд бинт Исхак († после 1018); регентша при малолетнем брате (981—после 983).
                      - Абдаллах (или Зияд, или Ибрагим) ибн Исхак († 1011); эмир Забида (981—1011).
                        - Ибрагим (или Абдаллах) († 1018); эмир Забида (1011—1018).